# Calamus burkillianus
Calamus burkillianus är en enhjärtbladig växtart som beskrevs av Odoardo Beccari och Henry Nicholas Ridley. Calamus burkillianus ingår i släktet Calamus och familjen Arecaceae. Inga underarter finns listade i Catalogue of Life.